# Bodo Klimpel
Bodo Klimpel (nacido el 12 de noviembre de 1963 en Rourkela, India) es un político alemán de la Unión Demócrata Cristiana. Él es el alcalde de Haltern am See, una ciudad de Renania del Norte-Westfalia.

## Biografía
Klimpel nació en Rourkela, en el estado indio de Orissa, porque su padre estaba trabajando allí en la construcción de una acería alemana.
Fue entrenado como profesional en administración en la ciudad de Kaarst. Después de estudiar trabajó para varias zonas del departamento de finanzas de la ciudad de Düsseldorf. En 2001 se convirtió en el tesorero del Ayuntamiento de la Ciudad de Haltern am See. Desde septiembre de 2004 ha sido alcalde allí, cuando fue elegido con el 50,7% de los votos válidos. En 2009 fue reelegido con el 74,2% de los votos válidos, que creció más de un 30% desde las elecciones de 2004. En la elección de alcalde en 2014, recibió el 52,5% de los votos válidos.
Su ciudad tomó relevancia internacional cuando fallecieron 16 alumnos y dos profesores del Joseph-König-Gymnasium de Haltern en el accidente del vuelo 9525 de Germanwings en los Alpes franceses. Respecto a eso, Bodo lo describió como "el día más oscuro en la historia de nuestra ciudad."
Klimpel se casó en 1994 y tiene un hijo y una hija.